# Aldo Lado
Pour les articles homonymes, voir Lado.
Aldo Lado est un réalisateur, scénariste, écrivain et éditeur italien né à Fiume (aujourd'hui Rijeka en Croatie) le 5 décembre 1934 et mort à Rome le 25 novembre 2023,.
Il est principalement connu pour ses films : Je suis vivant ! (1971), Qui l'a vue mourir ? (1972) ou La bête tue de sang-froid (1975), considérés comme des jalons majeurs du giallo.

## Biographie
Aldo Lado, également connu sous le pseudonyme de « George B. Lewis » est né à Fiume le 5 décembre 1934 et a grandi à Venise. Il a scénarisé et réalisé une vingtaine de films pour le grand écran et la télévision. Ennio Morricone a composé les bandes originales de plusieurs de ses œuvres.
Après une série d'expériences en tant qu'assistant réalisateur de Maurizio Lucidi et de Bernardo Bertolucci, Lado commence sa carrière de réalisateur avec le giallo Je suis vivant !, avec Jean Sorel (1971). L'année suivante, il réalise Qui l'a vue mourir ? (1972), un film controversé parce qu'il traite de meurtres de petites filles et de mystères cachés dans le passé des protagonistes. Lado abandonne ensuite le giallo pour se consacrer à un style plus morbide et kitsch comme dans La Tour du désespoir, avec la nouvelle venue Agostina Belli,. En 1975, il réalise La bête tue de sang-froid avec Irene Miracle, l'actrice américaine lancée dans Inferno de Dario Argento, un rape and revenge à la Wes Craven et une réflexion nihiliste sur le pouvoir.
En 1979, il sort L'Humanoïde, un film de science-fiction à mi-chemin entre La Guerre des étoiles et Frankenstein qui devient un film culte de la SF italienne. Dans les années 1980, il se consacre à des feuilletons télévisés comme I figli dell'ispettore et La città di Miriam, avant de revenir au film à suspense au début des années 1990 avec Alibi perfetto et Venerdì nero. En 2020, l'éditeur français Le Chat qui fume réédite ses premiers films en Blu-ray ainsi que le livre Conversation avec Aldo Lado de Laure Charcossey, qui retrace sa vie professionnelle.
En 2015, il commence à coucher sur papier ses récits. Sa nouvelle Il gigante e la bambina, dédiée au chanteur Lucio Dalla et contenue dans l'anthologie Nuovi delitti di lago (Morellini Editore) publiée en 2016, marque ses débuts dans la fiction. En 2017, il participe à l'anthologie Delitti di lago vol. 3 (Morellini Editore) avec la nouvelle Cold Case sul Lago Maggiore. Le 26 juin 2017 est publié l'ouvrage I film che non vedrete mai, un recueil de nouvelles écrites par Lado pour le cinéma entre les années 1960 et 1990 et jamais portées à l'écran : il est également publié sur la plateforme Amazon dans la version anglaise. À la suite du grand succès de cette œuvre, Lado a fondé la marque Edizioni Angera Films, avec laquelle il a publié d'autres titres sous les noms d'Aldo Lado ou de George B. Lewis. En 2018, les ouvrages Un pollo da spennare, Hotel delle cose et Il Mastino voient le jour, suivis de Miriam et Costanza dans la série Storie di Donne et du polar Il Rider.
Au cours des dernières années de sa vie, Lado séjourne à Angera, sur le lac Majeur, puis s'installe à Trevignano Romano, sur le lac de Bracciano, en 2021. Il meurt le 25 novembre 2023 à son domicile de Rome à l'âge de 88 ans après plusieurs mois de maladie.

## Filmographie

### Réalisateur et scénariste

#### Cinéma
- 1971 : Je suis vivant ! (La corta notte delle bambole di vetro)
- 1972 : Qui l'a vue mourir ? (Chi l'ha vista morire?)
- 1972 : La Drôle d'affaire (La cosa buffa)
- 1973 : La Tour du désespoir (Sepolta viva)
- 1974 : La Cousine (La cugina)
- 1975 : La bête tue de sang-froid ou Le Dernier Train de la nuit (L'ultimo treno nella notte)
- 1976 : L'ultima volta
- 1979 : L'Humanoïde (L'umanoide)
- 1981 : La Désobéissance (La disubbidienza)
- 1987 : Scirocco
- 1989 : Rito d'amore
- 1992 : Alibi perfetto
- 1993 : Venerdì nero
- 1994 : La Chance
- 2012 : Il Notturno di Chopin

#### Télévision
- 1978 : Il prigioniero, téléfilm
- 1979 : Il était un musicien, émission de Christine Gouze-Rénal et Roger Hanin ; épisode Monsieur Mascagni
- 1980 : Delitto in via Teulada (it), téléfilm de 61 minutes
- 1982 : La pietra di Marco Polo (it), série télé de 26 épisodes de 25 minutes chacun
- 1983 : La città di Miriam, série télé
- 1986 : I figli dell'ispettore, série télé
- 1991 : La stella del parco, série télé

### Scénariste (seulement)
- 1968 : Une charogne est née (Carogne si nasce) d'Alfonso Brescia
- 1971 : Un'anguilla da 300 milioni de Salvatore Samperi
- 1972 : Beati i ricchi de Salvatore Samperi
- 1980 : Cobra (Il giorno del Cobra) d'Enzo G. Castellari
- 1990 : Stiamo attraversando un brutto periodo de Rodolfo Roberti (it)
- 2005 : Hollywood Flies de Fabio Segatori (it)

### Producteur
- 1994 : Farinelli de Gérard Corbiau
- 1998 : Marquise de Véra Belmont
- 2012 : Il Notturno di Chopin par lui-même

### Acteur
- 1982 : Mora de Léon Desclozeaux : le père d'Aline
- 1992 : Alibi perfetto d'Aldo Lado : le policier barbu

## Publications
- Il gigante e la bambina, in Nuovi delitti di lago, Morellini Editore, 2016  (ISBN 978-88-6298-439-3)
- Cold Case sul Lago Maggiore, in Delitti di lago, vol. 3, Morellini Editore, 2017  (ISBN 978-88-6298-493-5)
- I film che non vedrete mai, Angera Films, 2017  (ISBN 978-88-942777-0-8)
- Un pollo da spennare, Angera Films, 2018  (ISBN 978-88-942777-2-2)
- Hotel delle cose, Angera Films, 2018  (ISBN 978-88-942777-6-0)
- Il mastino, Angera Films, 2018  (ISBN 978-88-942777-4-6)
- Ombre scure sotto la Rocca di Angera, in Delitti di lago, vol. 4, Morellini Editore, 2020  (ISBN 978-88-6298-744-8)
- Storie di donne: Miriam, Edizioni Angerafilm 2020  (ISBN 979-12-80098-01-6)
- Il Rider, Edizioni Angerafilm 2020  (ISBN 979-12-80098-00-9)
- Storie di donne: Costanza, Edizioni Angerafilm 2021  (ISBN 979-12-80098-02-3)
- Il tombarolo in Delitti di Lago 5, Morellini Editore 2021  (ISBN 9788862988650)
- Il luccio in Delitti di Lago 7, Morellini Editore 2023  (ISBN 9791255270782)